# 水煤气
水煤氣（英語：Water gas） 是一種重要的工業氣體燃料和化工原料，主要成分是一氧化碳和氫氣。其製備方法主要是將水蒸氣通入灼熱的碳質燃料（通常是煤焦或焦炭）。
製備水煤氣的基本反應：
C+H₂O→CO+H₂
這個反應是吸熱反應，因此需要持續提供高溫，通常在約 1000°C 左右進行。